# Revamped
Revamped é o primeiro álbum de remixes da cantora americana Demi Lovato. Foi lançado em 15 de setembro de 2023, pela Island Records. Ele conta com dez versões regravadas de canções de seus álbuns anteriores.

## Antecedentes
Em janeiro de 2022, Lovato realizou um "funeral" para sua música pop antes do lançamento de seu oitavo álbum de estúdio, Holy Fvck, em agosto daquele ano. O álbum, que abraçou um som de rock mais pesado que partiu do som pop dos lançamentos anteriores de Lovato, foi acompanhado pela Holy Fvck Tour. O setlist incluía várias versões rock de suas canções pop mais antigas, incluindo "Heart Attack", "Cool for the Summer" e "Sorry Not Sorry". Com sua banda, Lovato reinventou suas canções pop como um "rock bangers", apresentando novos arranjos criados para o show de rock ao vivo que eles prepararam: "Os fãs adoraram", disse a cantora em entrevista à Rolling Stone. "Quando cheguei em casa da turnê, pensei: 'Por que simplesmente não gravo essas versões e as lanço?'". Ao fazer o álbum, Lovato diz que se certificou de que as faixas não perdessem "sua essência e familiaridade". Lovato acrescentou: "Mudei um pouco a melodia em certos pontos e tentei atingir notas mais altas do que as originais."
Revamped foi anunciado por Lovato em suas contas de mídia social em 14 de julho de 2023, simultaneamente com o lançamento do terceiro single "Sorry Not Sorry", com participação do músico britânico-americano Slash. O anúncio do álbum foi acompanhado pelo lançamento de um trailer do álbum em 14 de julho de 2023, com um trecho dos singles servindo como música de fundo para uma série de clipes de Lovato em uma sessão de fotos. Discutindo o álbum e o novo single, Lovato disse: "Slash é um artista icônico de quem sou fã há anos, é uma honra absoluta ter uma lenda como ele na versão rock de 'Sorry Not Sorry'". "Com 'Revamped'", ela acrescentou, "eu queria homenagear as músicas que mais ressoaram com os fãs e desempenharam um grande papel em minha carreira, dando uma nova vida emocionante a elas."
Após o lançamento dos quatro singles digitais do álbum, Lovato começou a divulgar as faixas que fariam parte da tracklist em suas redes sociais e via e-mail. O primeiro não-single anunciado foi "Neon Lights", em 17 de agosto, que conta com a participação de The Maine. Em um comunicado à imprensa sobre a música, a cantora disse: "Estou muito feliz em compartilhar com vocês o trailer da próxima faixa revelada do meu próximo álbum, muito feliz por estar fazendo essa música com o The Maine." A segunda faixa revelada foi "Don't Forget", no dia 22 de agosto, sendo a décima faixa do próximo álbum. No dia seguinte, ela lançou um trecho estendido do remix. As próximas músicas confirmadas foram "La La Land" e "Give Your Heart a Break" (com participação de Bert McCracken do The Used), esta última anunciada anteriormente pela Rolling Stone. As duas últimas músicas anunciadas por Lovato foram "Skyscraper" e "Tell Me You Love Me".

## Composição e produção
Revamped manteve a maior parte das letras originais das versões originais das canções de Lovato, com algumas exceções; "Don't tell your mother" ("Não conte para sua mãe") no pré-refrão de "Cool for the Summer" foi substituído por "Go tell your mother" ("Vá contar para sua mãe"). Além disso, antes da letra "No, you ain't nobody 'till you got somebody" ("Não, você não é ninguém até ter alguém") em "Tell Me You Love Me", Lovato diz "They say" ("Eles dizem"). Ao discutir isso, Lovato disse: "Eu intervim um pouco porque não quero aquela conotação negativa de 'Você só é alguém se estiver com alguém' e isso é algo que sempre me incomodou sobre a música enquanto a tocava na estrada."

## Lançamento e promoção

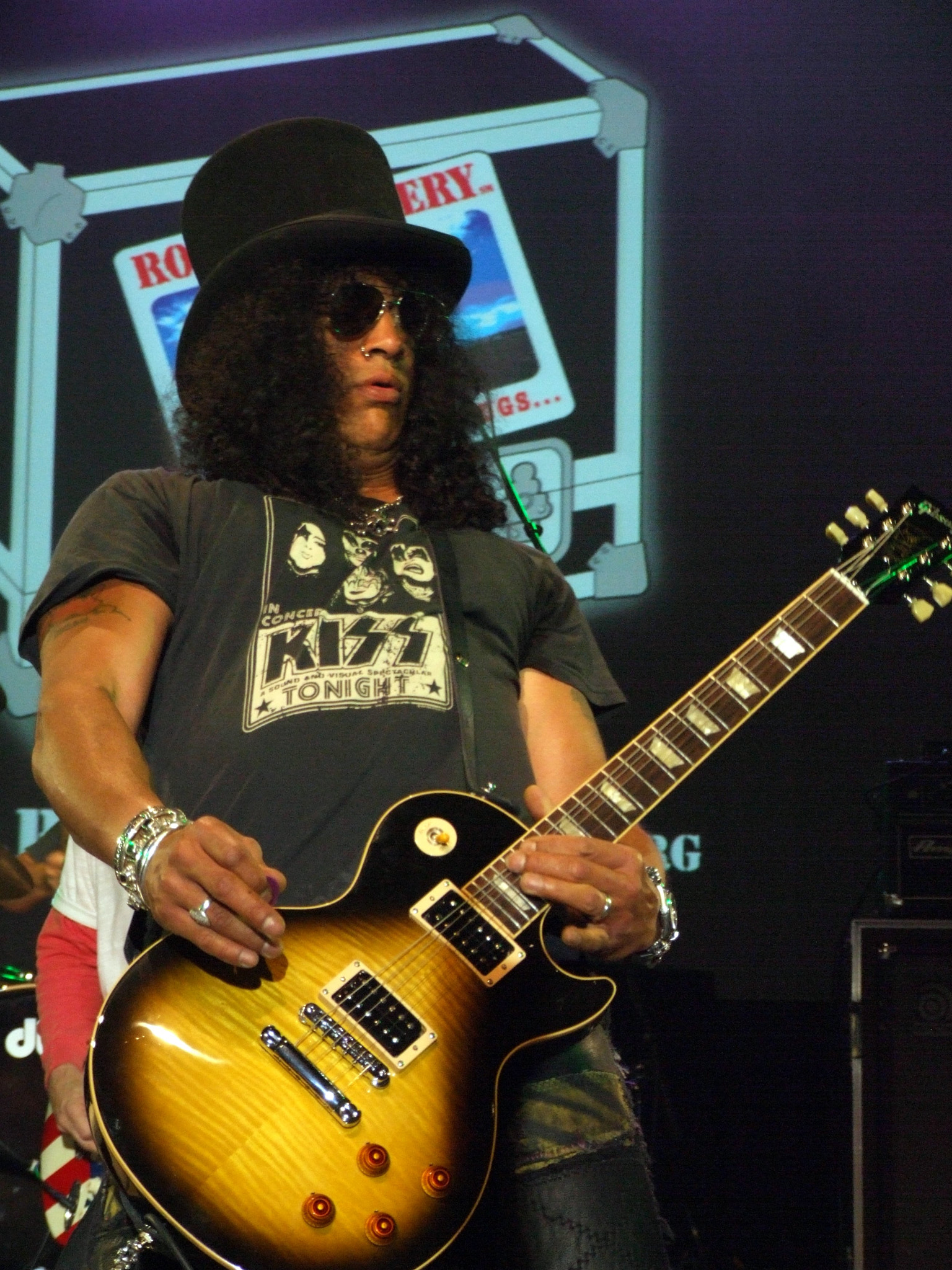
Slash (foto) participou do terceiro single "Sorry Not Sorry (Rock Version)".

Três singles digitais precederam Revamped. Lovato lançou o primeiro, "Heart Attack (Rock Version)", em 24 de março de 2023, para marcar o 10º aniversário da música. Consiste em "uma batida de bateria pesada e guitarra elétrica" e "bateria de estilo punk e uma linha de base corajosa". O segundo single, "Cool for the Summer (Rock Version)", foi lançado em 25 de maio do mesmo ano, anunciado nas redes sociais em 18 de maio. Após o lançamento da música, Starr Bowenbank escreveu para a Billboard que a versão rock "troca o sintetizadores pop do original e instrumentação uptempo para um som mais sombrio apoiado por guitarras elétricas e uma entrega lírica mais corajosa de Lovato". O terceiro e último single, "Sorry Not Sorry (Rock Version)", que contou com um solo de guitarra do músico britânico-americano Slash, foi lançado em 14 de julho. A versão atualizada da música oferece "novos vocais poderosos" e nova produção de Warren "Oak" Felder, Keith "Ten4" Sorrells e Alex Niceforo. O quarto single, "Confident (Rock Version)", foi lançado em 18 de agosto. A música foi anunciada como parte da lista de faixas três dias antes de seu lançamento.

## Recepção crítica
A Forbes disse que regravar seus sucessos como "hinos do rock" é uma "jogada comercial brilhante" e afirmou que "a decisão de Lovato mostra sua versatilidade artística e demonstra sua vontade de evoluir como artista". O crítico do Vulture, Jason P. Frank, disse que a regravação de suas músicas se deve ao impacto "imensurável" de Taylor Swift.

## Lista de faixas
| Lista de faixas de Revamped |                                                                         |                                                                                |                                               |         |  |
| N.º                         | Título                                                                  | Compositor(es)                                                                 | Produtor(es)                                  | Duração |  |
| 1.                          | "Heart Attack" (de Demi)                                                | Demi Lovato Aaron Philips Jason Evigan Mitch Allan Nikki Williams Sean Douglas | Oak Felder Alex Niceforo Keith Sorrells Allan | 3:59    |  |
| 2.                          | "Confident" (de Confident)                                              | Lovato Ilya Salmanzadeh Max Martin Savan Kotecha                               | Felder Niceforo Sorrells                      | 3:25    |  |
| 3.                          | "Sorry Not Sorry" (participação de Slash; de Tell Me You Love Me)       | Lovato Douglas Trevor Brown Felder Zaire Koalo                                 | Felder Niceforo Sorrells Brown Koalo          | 3:34    |  |
| 4.                          | "Cool for the Summer" (de Confident)                                    | Lovato Alexander Kronlund Ali Payami Martin Kotecha                            | Felder Niceforo Sorrells                      | 3:32    |  |
| 5.                          | "Tell Me You Love Me" (de Tell Me You Love Me)                          | Kirby Lauryen Ajay Bhattacharya John Hill                                      |                                               |         |  |
| 6.                          | "Neon Lights" (com The Maine; de Demi)                                  | Lovato Mario Marchetti Tiffany Vartanyan Ryan Tedder Noel Zancanella           |                                               |         |  |
| 7.                          | "Skyscraper" (de Unbroken)                                              | Toby Gad Lindy Robbins Kerli Koiv                                              |                                               |         |  |
| 8.                          | "La La Land" (com Nita Strauss; de Don't Forget)                        | Lovato Nick Jonas Joe Jonas Kevin Jonas II                                     |                                               |         |  |
| 9.                          | "Give Your Heart a Break" (com Bert McCracken de The Used; de Unbroken) | Josh Alexander Billy Steinberg                                                 |                                               |         |  |
| 10.                         | "Don't Forget" (de Don't Forget)                                        | Lovato N. Jonas J. Jonas K. Jonas                                              |                                               |         |  |

Notas
- Todas as faixas têm o subtítulo "Rock Version".

## Histórico de lançamento
| Região | Data                   | Formato(s)         | Gravadora | Ref.          |
| ------ | ---------------------- | ------------------ | --------- | ------------- |
| Várias | 15 de setembro de 2023 | CD streaming vinil | Island    | [ 19 ] [ 20 ] |
| Várias | 15 de setembro de 2023 | Vinil (Prata)      | Island    | [ 21 ]        |